# Roger E. Mosley
Pour les articles homonymes, voir Mosley.
Roger Earl Mosley est un acteur américain né le 18 décembre 1938 à Los Angeles (Californie) et mort le 7 août 2022 dans la même ville.

## Biographie
Roger E. Mosley est élevé dans le quartier de Watts.

### Carrière
Son rôle le plus connu est celui du pilote d'hélicoptère Theodore « Terry » Calvin dans la série télévisée Magnum. Ami de Thomas Magnum (en), Rick et Higgins, son personnage apparaît entre 1980 et 1988 dans 156 épisodes des 162 qui composent la série.

### Mort
Roger E. Mosley victime d'un accident de la circulation le 4 août 2022 à Lynwood (Californie), meurt le 7 août au Centre médical Cedars-Sinaï à Los Angeles, à l'âge de 83 ans.

## Filmographie

### Acteur

#### À la télévision
- 1971 : Cannon - Saison 1, épisode 14
- 1972 : The Living End (téléfim) : Henry
- 1972 : Le Sixième Sens (The Sixth Sense) - Saison 2, épisode 6 : Mover
- 1972 : Sanford and Son - un épisode : Norman Blood
- 1974 : Les Rues de San Francisco (The Streets of San Francisco) - Saison 2, épisode 19 : Ben Driscoll
- 1974 : Kung Fu - Saison 2, épisode 16 : Seth
- 1974 : Kojak - Saison 2, épisode 8 : John R. Stutz
- 1975 : Un shérif à New York (McCloud) - Saison 5, épisode 9 : Dolan
- 1975 : Baretta - Saison 2, épisode 13 : détective Rudy Davis
- 1977 : 200 dollars plus les frais (The Rockford Files) - Saison 3, épisode 22 : Electric Larry
- 1977 : Starsky et Hutch (Starsky and Hutch) - Saison 2, épisodes 14 et 15 : le Baron
- 1978 : La Légende de James Adams et de l'ours Benjamin (The Life and Times of Grizzly Adams) - Saison 2, épisode 16 : Isaac (crédité Roger E. Mosely au générique)
- 1979 : Starsky et Hutch (Starsky and Hutch) - Saison 4, épisode 17 : Big Red McGee
- 1979 : Comme un homme libre (The Jericho Mile) de Michael Mann : Cotton Crown
- 1980-1988 : Magnum (Magnum, P.I.) : Theodore "Terry" Calvin
- 1994 : RoboCop (RoboCop: The Series) - Saison 1, épisode 7 : Frank Uno
- 2000 : Walker, Texas Ranger - Saison 8, épisode 16 : Fred Carter
- 2000 : Arliss (Arli$$) - Saison 6, épisode 6 : Mudcat Burrell
- 2003 : Washington Police (The District) - Saison 3, épisode 18 : le père de Temple Page
- 2007 : Las Vegas - Saison 5, épisode 6 : Roger
- 2019 et 2021 : Magnum  : John Booky (saison 1, épisode 18 et saison 3, épisode 5)

#### Au cinéma
- 1972 : Les flics ne dorment pas la nuit (The New centurions) de Richard Fleischer : un conducteur de camion
- 1972 : Requiem pour des gangsters (Hickey & Boggs) de Robert Culp
- 1972 : Hitman le créole de Harlem (Hit Man) de George Armitage : Huey
- 1973 : Le Mac (The Mack) de Michael Campus : Olinga
- 1973 : Le dernier pénitencier (Terminal Island) de Stephanie Rothman : Monk
- 1974 : Un silencieux au bout du canon (McQ) de John Sturges : Rosey
- 1976 : Stay Hungry de Bob Rafelson : Newton
- 1976 : Leadbelly de Gordon Parks : Huddie Ledbetter
- 1977 : The Greatest de Tom Gries et Monte Hellman : Sonny Liston
- 1977 : Les Faux-durs (Semi-Tough) de Michael Ritchie : Puddin Patterson, Sr.
- 1990 : Un ange de trop (Heart condition) de James D. Parriott : capitaine Wendt
- 1992 : Obsession fatale (Unlawful Entry) de Jonathan Kaplan : l'officier Roy Cole
- 1998 : Lettres à un tueur (Letters from a Killer) de David Carson : Horton

### Scénariste
- 1986 : Magnum (Magnum, P.I.) - Saison 7, épisode 12 (Mélodie perdue).

### Réalisateur
- 1984 : Magnum (Magnum, P.I.) - Saison 4, épisode 20 (Le passé au présent).